# Kristian Sohlberg
Kristian Sohlberg (Espoo, 15 februari 1978) is een Fins voormalig rallyrijder.

## Carrière

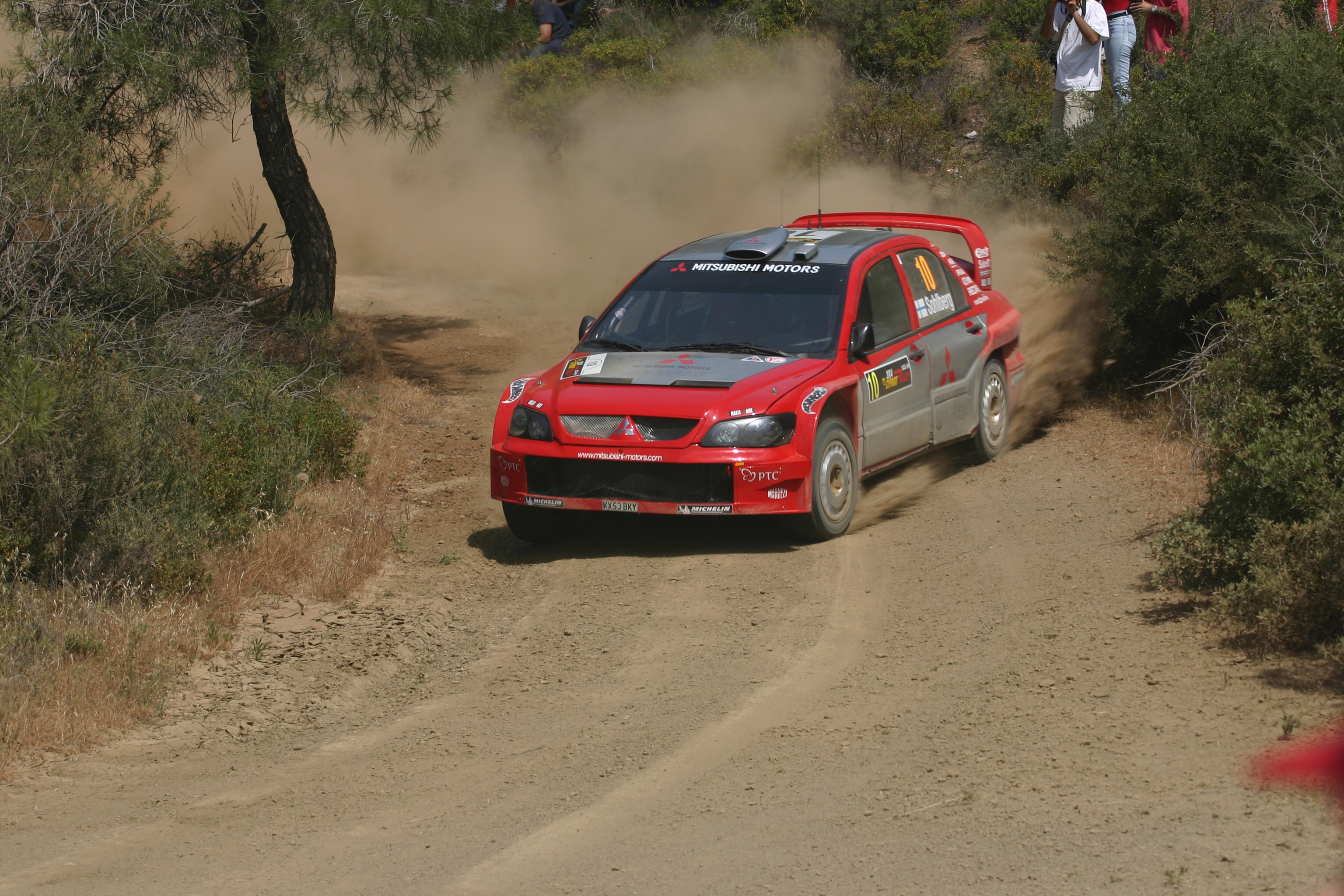
Sohlberg actief voor Mitsubishi tijdens de Rally van Cyprus in 2004

Sohlberg's vader, Kari Olavi Sohlberg, was ook rallyrijder, en is daarnaast president geweest van de Finse autosportbond (AKK). Kristian Sohlberg maakte in 1997 zijn debuut in de rallysport. Zijn eerste optreden in het wereldkampioenschap rally kwam voor eigen publiek in Finland in 2000. In het 2002 seizoen nam hij met een Mitsubishi Lancer Evolution deel aan het Production World Rally Championship. Hij won daarin twee rondes, maar eindigde het kampioenschap uiteindelijk tweede achter Karamjit Singh. Desondanks werd hij het jaar daarop opgenomen in het fabrieksteam van Mitsubishi, die uiteindelijk in 2004 na een sabbatical een terugkeer maakten in het WK met een geheel nieuwe versie van hun Lancer WRC. Sohlberg reed dat jaar een geselecteerd programma voor het team, maar dat liep vrij dramatisch uit, aangezien hij door uiteenlopende redenen in geen enkel geval een finish resultaat wist te behalen. Wel won hij zijn eerste WK-klassementsproef, wat hij deed in Finland.
Zijn rol bij het team werd na 2004 echter niet voortgezet. Daarna ging hij weer verder als privé-rijder, voornamelijk achter het stuur van een Subaru Impreza WRC. In het 2006 seizoen greep hij met deze auto in Sardinië met een zesde plaats naar zijn eerste WK-kampioenschapspunten toe. In 2007 nam hij kortstondig weer deel aan het PWRC, maar na de dat jaar verreden WK-ronde van Finland, waarin hij terugkeerde in een Mitsubishi Lancer WRC, heeft hij lange tijd niet deelgenomen aan WK-rally's. Zo reed hij hierna wel nog in het Fins rallykampioenschap met een Groep N Subaru Impreza STi.
Sohlberg keerde in 2014 opnieuw terug in het WK, nu actief met een Ford Fiesta R5, waarmee hij het seizoen aanving in Zweden. Hij kwam later dat jaar ook aan de start in Finland. In 2015 nam hij deel aan een ronde van het wereldkampioenschap rallycross. Sohlberg beheert daarnaast zijn eigen rallyrijschool in Finland.

## Complete resultaten in het wereldkampioenschap rally

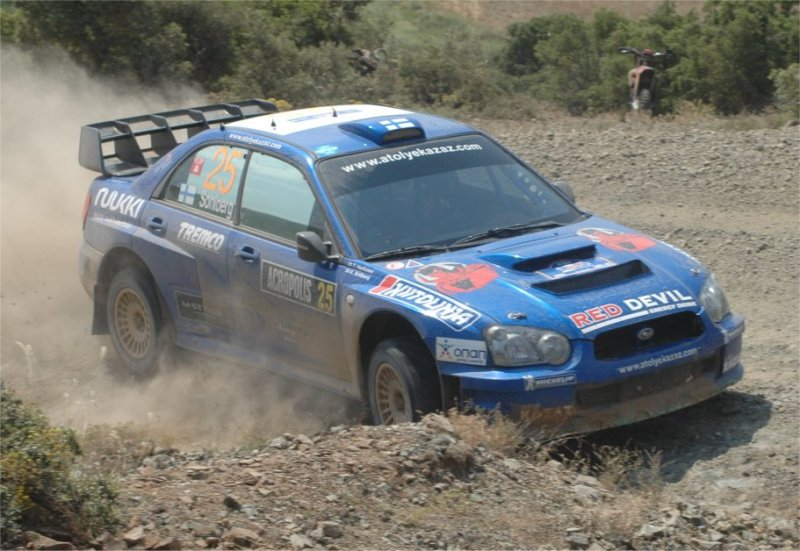
Sohlberg in actie tijdens de Acropolis Rally in 2005

| Seizoen | Inschrijving                 | Auto                      | 1   | 2       | 3       | 4       | 5       | 6       | 7     | 8       | 9       | 10      | 11  | 12     | 13      | 14      | 15  | 16  | Pos. | Punten |
| ------- | ---------------------------- | ------------------------- | --- | ------- | ------- | ------- | ------- | ------- | ----- | ------- | ------- | ------- | --- | ------ | ------- | ------- | --- | --- | ---- | ------ |
| 2000    | Kristian Sohlberg            | Mitsubishi Carisma GT     | MON | ZWE     | KEN     | POR     | SPA     | ARG     | GRI   | NZL     | FIN DNF | CYP     | FRA | ITA    | AUS     | GBR     |     |     | –    | 0      |
| 2001    | Kristian Sohlberg            | Mitsubishi Carisma GT     | MON | ZWE DNF | POR     | SPA     | ARG     | CYP     | GRI   | KEN     | FIN DNF | NZL     | ITA | FRA    | AUS     | GBR     |     |     | –    | 0      |
| 2002    | Kristian Sohlberg            | Mitsubishi Lancer Evo VI  | MON | ZWE 24  |         |         |         |         |       |         |         |         |     |        |         |         |     |     | –    | 0      |
| 2002    | Blue Rose Team               | Mitsubishi Lancer Evo VI  |     |         | FRA DNF | SPA     | CYP DNF | ARG     | GRI   | KEN     |         |         |     |        |         |         |     |     | –    | 0      |
| 2002    | Mitsubishi Ralliart Finland  | Mitsubishi Lancer Evo VII |     |         |         |         |         |         |       |         | FIN 20  |         |     |        |         |         |     |     | –    | 0      |
| 2002    | Kristian Sohlberg            | Mitsubishi Lancer Evo VII |     |         |         |         |         |         |       |         |         | DUI 16  | ITA | NZL 14 |         |         |     |     | –    | 0      |
| 2002    | Blue Rose Team               | Mitsubishi Lancer Evo VII |     |         |         |         |         |         |       |         |         |         |     |        | AUS DNF | GBR DNF |     |     | –    | 0      |
| 2003    | Kristian Sohlberg            | Mitsubishi Lancer WRC2    | MON | ZWE 12  | TUR     |         |         |         |       |         |         |         |     |        |         |         |     |     | -    | 0      |
| 2003    | Blue Rose Team               | Mitsubishi Lancer WRC2    |     |         |         | NZL DNF | ARG     | GRI     | CYP   |         |         |         |     |        |         |         |     |     | -    | 0      |
| 2003    | Mitsubishi Motors            | Mitsubishi Lancer WRC2    |     |         |         |         |         |         |       | DUI 14  | FIN     | AUS     | ITA | FRA    | SPA     | GBR     |     |     | -    | 0      |
| 2004    | Mitsubishi Motors Motorsport | Mitsubishi Lancer WRC 04  | MON | ZWE DNF | MEX DNF | NZL DNF | CYP DNF | GRI     | TUR   | ARG DNF | FIN DNF | DUI     | JPN | GBR    | ITA     | FRA     | SPA | AUS | –    | 0      |
| 2005    | Kristian Sohlberg            | Ford Focus RS WRC 02      | MON | ZWE DNF | MEX     | NZL     | ITA     | CYP     | TUR   |         |         |         |     |        |         |         |     |     | –    | 0      |
| 2005    | Atölye Kazaz                 | Subaru Impreza WRC2004    |     |         |         |         |         |         |       | GRI 11  | ARG     |         |     |        |         |         |     |     | –    | 0      |
| 2005    | Blue Rose Team               | Subaru Impreza WRC2004    |     |         |         |         |         |         |       |         |         | FIN DNF | DUI | GBR    | JPN     | FRA     | SPA | AUS | –    | 0      |
| 2006    | Red Devil Atölye Kazaz       | Subaru Impreza WRC2005    | MON | ZWE DNF | MEX     | SPA     | FRA     | ARG     | ITA 6 | GRI     | DUI     | FIN DNF | JPN | CYP    | TUR     | AUS     | NZL | GBR | 22   | 3      |
| 2007    | Syms Rally Team              | Subaru Impreza WRX STi    | MON | ZWE 18  | NOO     | MEX 13  | POR     | ARG DNF | ITA   | GRI DNF |         |         |     |        |         |         |     |     | –    | 0      |
| 2007    | Blue Rose Team               | Mitsubishi Lancer WRC 05  |     |         |         |         |         |         |       |         | FIN DNF | DUI     | NZL | SPA    | FRA     | JPN     | IER | GBR | –    | 0      |
| 2014    | Kristian Sohlberg            | Ford Fiesta R5            | MON | ZWE DNF | MEX     | POR     | ARG     | ITA     | POL   | FIN DNF | DUI     | AUS     | FRA | SPA    | GBR     |         |     |     | –    | 0      |